# 고려 십육나한도(제15 아벌다존자)
고려 십육나한도(제15 아벌다존자)(高麗 十六羅漢圖(第十五 阿伐多尊者))는 서울특별시 용산구, 국립중앙박물관에 있는 고려시대의 나한도이다. 2016년 1월 7일 대한민국의 보물 제1882-2호로 지정되었다.

## 개요
고려시대 나한신앙은 특정시기에 국한되지 않고 전 시기에 걸쳐 유행하였으나, 현재 불화로 남아 있는 16나한도를 비롯하여 제7 가리가존자도와 이 작품이 유일할 정도로 그 유례가 드물다. 화제란에는 묵서로 “第十五 阿代多尊者”라고 적어 놓았으나, 무학대사의 의례집을 토대로 1809년에 영파성규(影波聖奎)가 다시 지은『五百聖衆請文』에는 “第15 阿伐多尊者”라고 등장한다. 아마 원래의 화제를 후대에 옮겨 쓰는 과정에서 생긴 오류라고 생각된다. 이 작품은 아대존자와 그를 시봉하는 시자 2인을 그렸는데, 老尊者는 죽절형 주장자에 몸을 의지하여 의자에 앉아 있는 모습이다. 노비구의 모습에도 불구하고 얼굴 표정에는 기백이 살아 있다. 작품은 전반적으로 화면의 여백을 존중한 안정된 구도 속에 농묵의 변화를 통한 깊은 공간감과 입체감을 표현하였으며, 안정된 구도와 세밀하고 유려한 필선, 그리고 사실적인 인물 묘사와 백색과 붉은색, 짙은 농묵 등의 묘한 색채대비를 통하여 격조 높은 그림을 완성하였다. 특히 존자의 의자 밑에 자그맣게 묵서로 “惠間(또는 惠閒)라고 작자명을 적어 놓았는데, 고려 16나한도와 오백나한도를 통틀어 작자명이 기록된 유일한 예로서도 주목된다. 제작 이후 수백 년의 세월이 흐르는 동안 화면의 꺾임과 박락, 그리고 후대의 수리 등 아픈 상흔들이 군데군데 남아 있으나 현재 고려시대 13세기에 조성된 불화는 세계적으로 그 수가 많지 않고, 더구나 국내에 잔존하는 사례가 많지 않기 때문에 그 존재만으로도 중요한 의미와 가치를 지닌다고 할 수 있다.

## 참고 자료
- 고려 십육나한도(제15 아벌다존자) - 국가유산청 국가유산포털